# Vincenzo Ruffo
Vincenzo Ruffo est un compositeur italien de la Renaissance, né à Vérone vers 1508 et mort à Sacile le 9 février 1587,.
Il fut notamment l'un des principaux musiciens du courant de la Contre-Réforme et de la musique post-tridentine.

## Biographie
Vincenzo Ruffo naît à Vérone, et devient prêtre en 1531. Il étudie très probablement avec Biagio Rossetti, l'organiste à la cathédrale de Vérone. Ruffo publie son premier livre de musique en 1542, puis devient maître de chapelle de la cathédrale de Savone, mais il n'occupe ce poste que pendant un an, la cathédrale étant détruite en 1543 par les Génois.
Il se rend à Milan où il se met au service d'Alfonso de Àvalos, alors gouverneur du Milanais. Quand de Àvalos est rappelé à Madrid en 1546, Ruffo retourne à Vérone, où il devient directeur musical à l'Accademia Filarmonica en 1551-1552, remplaçant Janvier Nasco.
En 1554, il devient chef de chœur à la cathédrale. Il a comme élèves Gian Matteo Asola, Marc'Antonio Ingegneri (le maître de Claudio Monteverdi) et, mais cela n'est pas prouvé, Andrea Gabrieli.
En 1572, il devient maître de chapelle à Pistoia, puis de nouveau Milan et enfin à la cathédrale de Sacile, où il meurt en 1587.

## Discographie
- Vincenzo Ruffo - L'intégrale des Capricci in musica a tre voci - Milan 1564  (par les ensembles instrumentaux I Dilettanti, Sweet Musicke et Dulzainas), 1994
- Alessandro Coppini, Claudio Monteverdi et Vincenzo Ruffo : Nova Metamorfosi, Le Poème Harmonique, dir. Vincent Dumestre, Alpha, 2003